# 정이삭
정이삭(Lee Isaac Chung, 1978년 10월 19일 ~ )은 한국계 미국인 영화 감독, 영화 각본가이다.
그는 콜로라도주 덴버의 한국 출신 이민자 가정에서 태어났다. 아칸소주에서 유년기를 보냈고, 의사가 되기 위해 예일대학교에서 생물학을 전공했으나, 영화에 매료되어 진로를 바꾸기로 하고 유타대학교 대학원에 진학하여 영화학을 공부하였다.
영화 일을 하면서 대학교수로서 학생들을 가르치기도 하였으며, 인천광역시 송도에 있는 유타대학교 아시아캠퍼스에서 영화학과 교수로 재직하기도 하여 대한민국에서 생활한 경험도 있다.
데뷔작 《문유랑가보》를 3만 달러의 저예산으로 르완다에서 11일간 촬영했는데, 2007년 칸 영화제 주목할 만한 시선 부문에 선정됐다.
한국에서 교수로 재직할 때 쓴 시나리오와 윤여정 배우 등과 맺게 된 인연을 살려 제작한 자전적 내용을 담은 영화 《미나리》가 2020년 선댄스 영화제에서 심사위원 대상과 관객상을 수상했고 골든글로브에서도 외국어영화상을 받았으며, 아카데미상에도 작품상, 남우주연상, 여우조연상 등 6개부문에 노미네이트되어 추가 수상을 기대하고 있다.

## 작품 목록
- 문유랑가보 (2007)
- 럭키 라이프 (2010)
- 아비가일 (2012)
- 미나리 (2020)
- 트위스터스 (2024)